# Lê (thực vật)
Lê là tên gọi chung của một nhóm thực vật, chứa các loài cây ăn quả thuộc chi có danh pháp khoa học Pyrus. Các loài lê được phân loại trong phân tông Pyrinae trong phạm vi tông Pyreae. Các loài cây này là cây lâu năm.

## Lịch sử
Việc gieo trồng lê tại các khu vực có khí hậu ôn đới đã có từ thời tiền sử, và có chứng cứ cho thấy quả của nó được sử dụng làm thức ăn kể từ thời kỳ đó. Nhiều dấu vết của điều này đã được tìm thấy tại các khu nhà sàn ven hồ tại Thụy Sĩ. Dựa vào tên gọi của lê trong các ngôn ngữ phương Tây, Alphonse de Candolle đã suy đoán về việc gieo trồng loại cây này từ thời cổ đại xa xưa trong khu vực từ vùng bờ biển Caspi tới khu vực bờ biển ven Địa Trung Hải.
Lê được trồng trong vườn cây ăn quả hùng vĩ của Alcinous, được đề cập trong Odyssey vii: "Tại đó người ta trồng những cây lê và thạch lựu và táo cao và sum sê với quả tươi màu của chúng, và những cây vả ngọt ngào và những cây ô liu sum sê. Với những cây này, cho dù đó là mùa đông hay mùa hè thì quả không lúc nào ngớt, mà kéo dài trong suốt cả năm".
Lê cũng được người La Mã cổ đại gieo trồng. Naturalis Historia (Lịch sử tự nhiên) của Pliny Già khuyến cáo hầm nó với mật ong và ghi chép khoảng 30 giống lê. Sách dạy nấu ăn của người La Mã, cuốn De re coquinaria, được coi là do Apicius viết, có một công thức làm món lê ướp gia vị hầm, gọi là patina, hay soufflé (IV.2.35).
Một chủng lê nhất định, với lông trắng tại mặt dưới lá của nó, được cho là có nguồn gốc từ loài P. nivalis, và quả của nó chủ yếu được sử dụng tại Pháp để sản xuất rượu lê (xem thêm rượu trái cây). Một loại lê quả nhỏ khác, với tính chín sớm và quả giống như táo tây, có thể quy cho loài P. cordata, một loài tìm thấy trong tự nhiên tại miền tây Pháp, Devonshire và Cornwall. Lê cũng đã được trồng tại Trung Quốc vào khoảng 3.000 năm gần đây.
Chi này được coi là có nguồn gốc tại khu vực ngày nay là miền tây Trung Quốc, trong khu vực chân núi Thiên Sơn, một dãy núi nằm ở Trung Á, và đã lan tỏa về phía bắc và phía nam, dọc theo các dãy núi, tiến hóa thành một nhóm đa dạng khoảng trên 20 loài cơ bản được công nhận rộng khắp . Vô số chủng và giống của loài lê châu Âu được gieo trồng (Pyrus communis subsp. communis), chắc chắn đã sinh ra từ một hay hai phân loài hoang dã (P. communis subsp. pyraster và P. communis subsp. caucasica), phân bố rộng khắp châu Âu, và đôi khi tạo thành một phần của thảm thực vật tự nhiên trong các khu rừng.
Các loài và loại cây lai ghép nguồn gốc châu Á với quả ăn được có kích thước từ trung bình tới lớn bao gồm P. pyrifolia, P. ussuriensis, P. bretschneideri, P. sinkiangensis và P. pashia. Các loài quả nhỏ khác thường được sử dụng làm gốc ghép cho các dạng gieo trồng.

## Đặc điểm

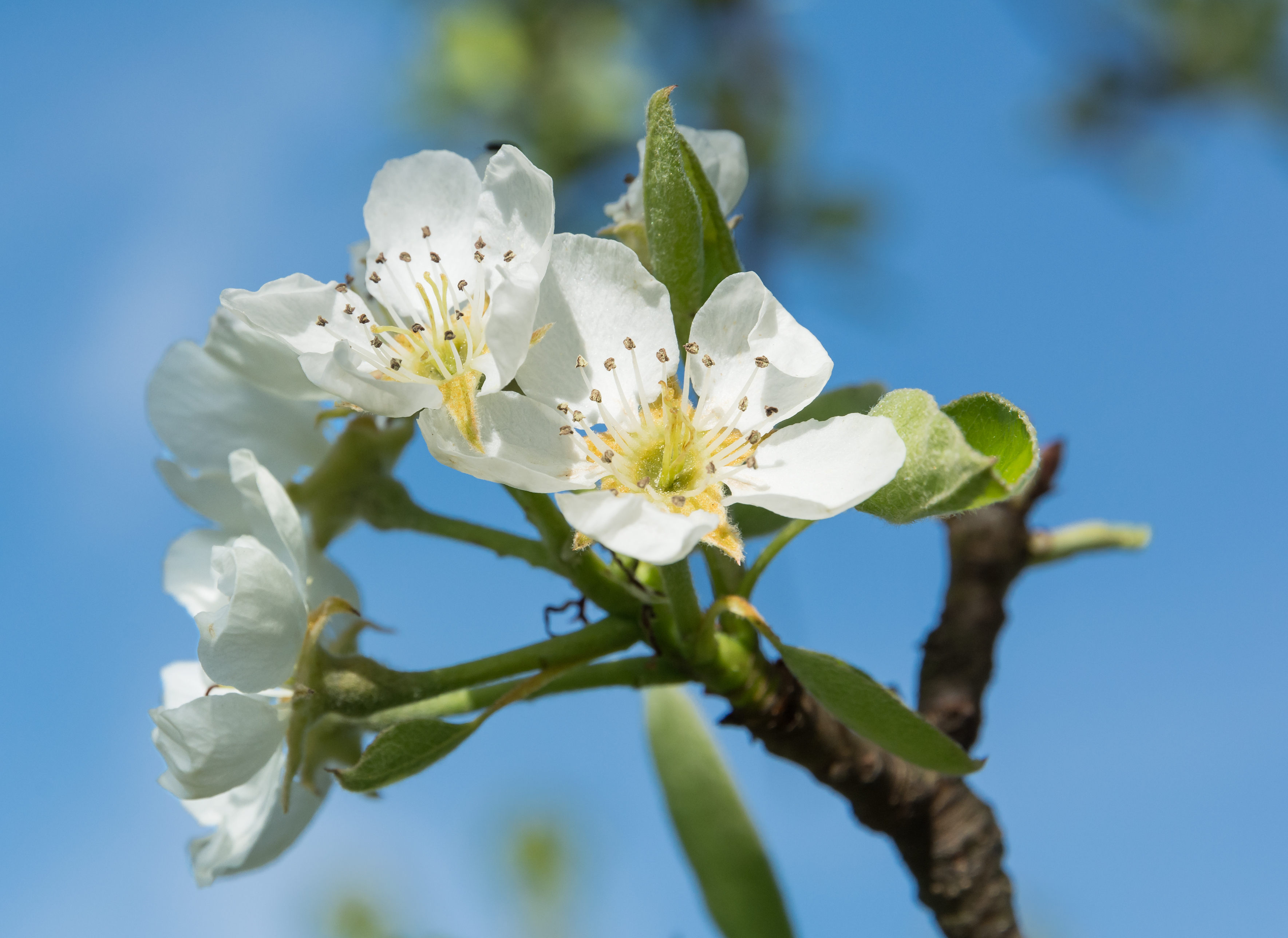
Hoa lê Pyrus communis

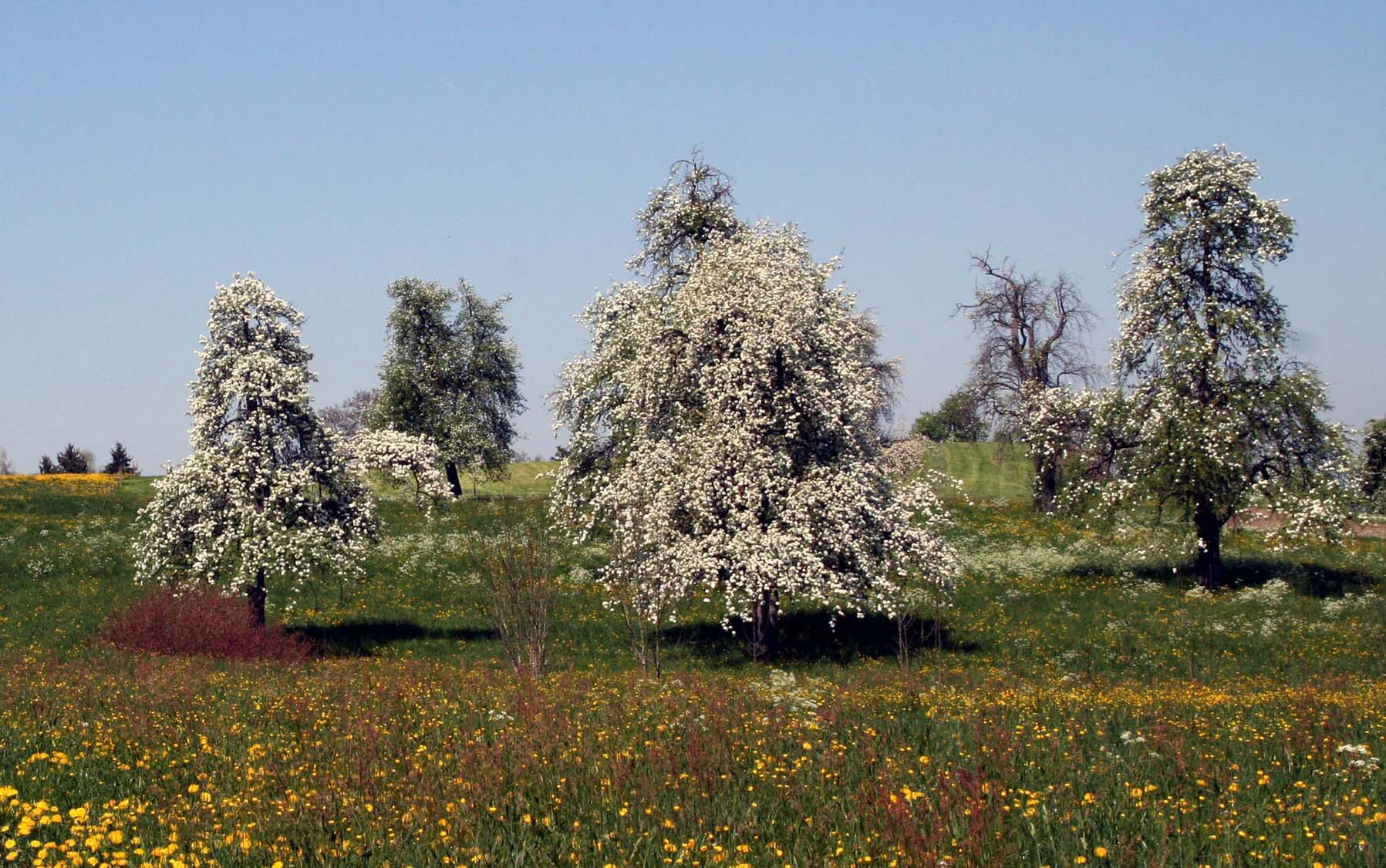
Cây lê nở đầy hoa

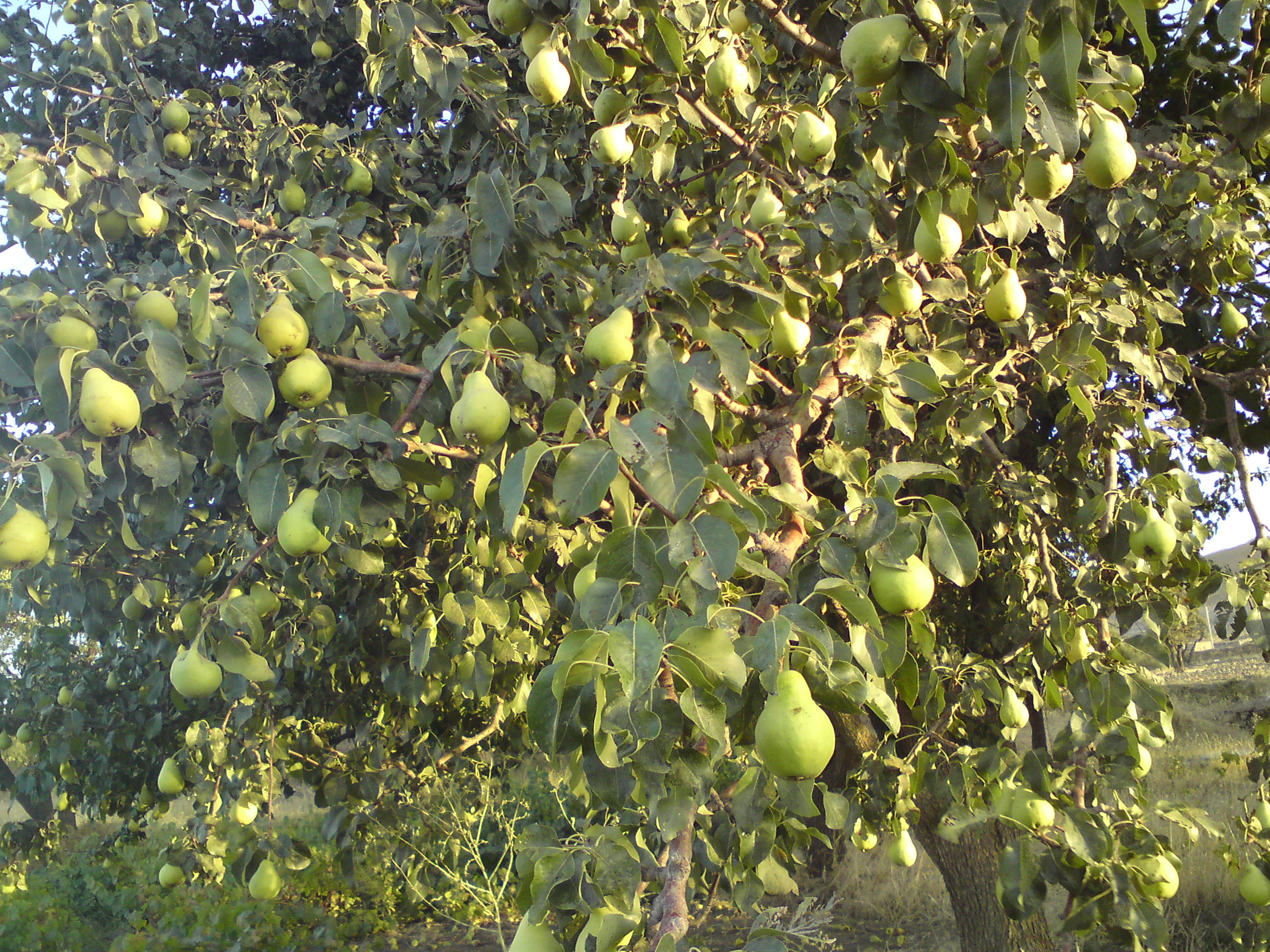
Lê trên cành

Lê là các loài cây bản địa của khu vực duyên hải và các khu vực có khí hậu ôn hòa tại Cựu thế giới, từ miền tây châu Âu và miền bắc châu Phi kéo dài về phía đông ngang qua châu Á. Chúng là các cây gỗ có kích thước vừa phải, cao tới 10–17 m, thường với tán lá cao và hẹp; một vài loài là dạng cây bụi. Lá của chúng mọc so le, lá đơn, dài 2–12 cm, màu xanh lục bóng ở một số loài, ở các loài khác có lông tơ màu trắng bạc mọc rậm; hình dáng lá từ hình ô van rộng bản tới hình mác hẹp. Phần lớn thuộc loại lá sớm rụng, nhưng 1-2 loài ở Đông Nam Á là thường xanh. Phần lớn các loài chịu lạnh tốt, sống được khi nhiệt độ hạ xuống tới khoảng từ −25 °C tới −40 °C trong mùa đông, ngoại trừ các loài thường xanh, là các loài chỉ chịu được lạnh tới khoảng −15 °C.
Hoa của chúng thường màu trắng, hiếm khi nhuốm màu vàng hay hồng, đường kính 2–4 cm, và có 5 cánh hoa, 5 lá đài và nhiều nhị. Giống như các loài táo tây có quan hệ họ hàng gần, quả lê là dạng quả táo, ở phần lớn các loài hoang dã có đường kính 1–4 cm, nhưng một số dạng gieo trồng thì chiều dài lên tới 18 cm và chiều rộng lên tới 8 cm; hình dáng quả thay đổi tùy theo loài, từ hình cầu dẹt tới hình cầu cho tới dạng quả lê kinh điển ('hình lê') của lê châu Âu với phần sát cuống thuôn dài và phần cuối quả dạng củ hành.
Quả (theo nghĩa 'ẩm thực') của lê là dạng quả táo, một loại quả giả, thực chất là sự phình to của đế hoa (hay ống đài). Nằm bên trong lớp cùi thịt của nó mới là quả thật sự (quả theo nghĩa 'thực vật học'), hình thành từ 5 lá noãn dạng sụn, trong ẩm thực nó bị gọi chung là "lõi".
Lê tương tự như táo tây trong gieo trồng, nhân giống và thụ phấn. Lê và táo tây cũng có quan hệ họ hàng gần với mộc qua Kavkaz.
Lê và táo tây không phải luôn luôn có thể phân biệt bằng hình dạng quả; một số giống lê cho quả trông rất giống như quả táo tây. Một khác biệt chính là ở chỗ cùi thịt của quả lê chứa thạch bào (còn gọi là "sạn"). Cây lê và cây táo tây cũng có một vài khác biệt thấy được.
Theo Ủy ban lê vùng tây bắc Hoa Kỳ (Pear Bureau Northwest) thì có khoảng 3.000 giống lê đã biết được gieo trồng khắp thế giới. Tại Hoa Kỳ chỉ có khoảng 10 giống được công nhận rộng khắp, bao gồm: Green Bartlett, Red Bartlett, Bosc, Green Anjou, Red Anjou, Comice, Forelle, Seckel, Concorde, Starkrimson.

### Các loài và lai ghép
Danh sách dưới đây lấy theo GRIN
- Đoạn Pashia

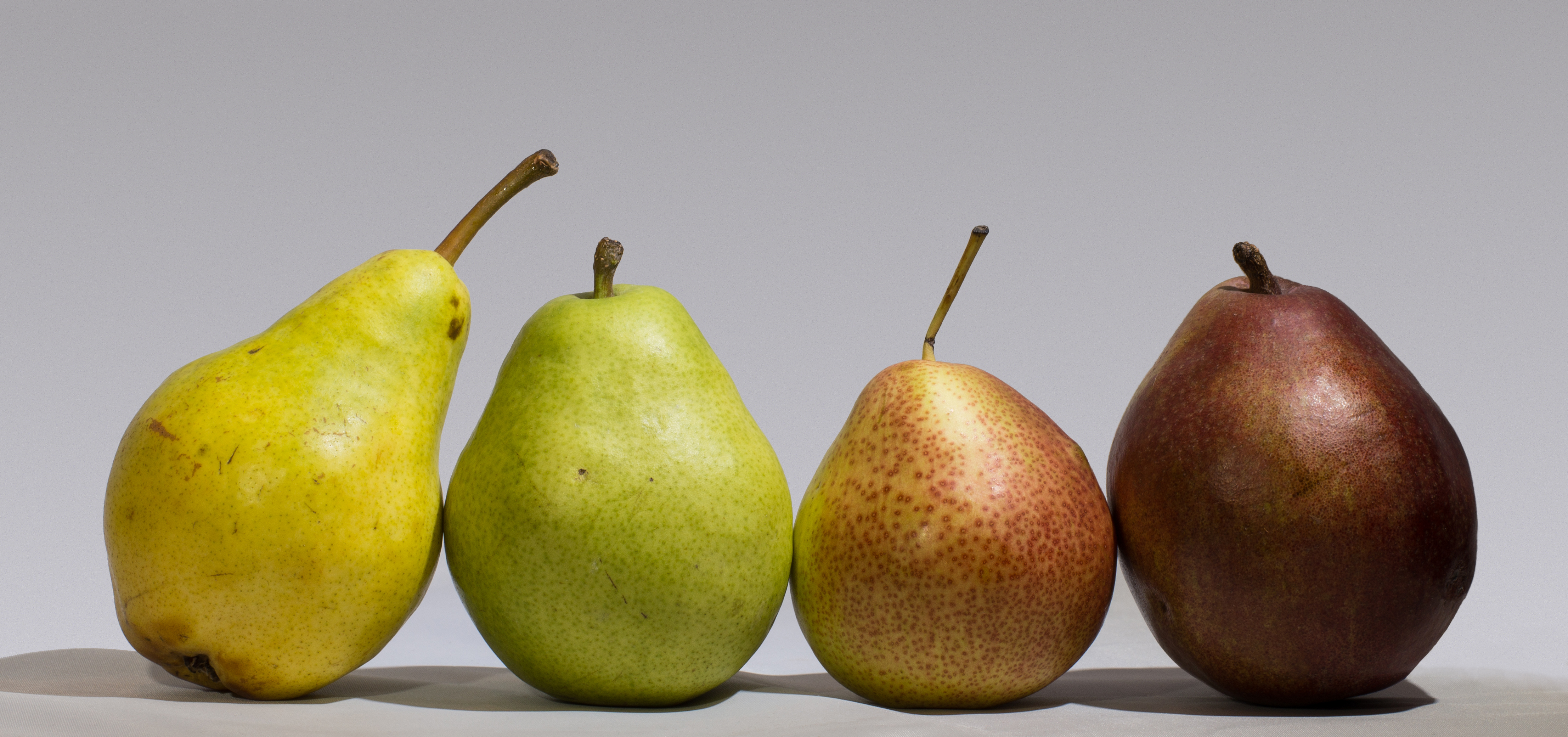
Bốn trái lê thuộc bốn giống khác nhau: Bartlett (Williams), D'Anjou, Forelle, và Bartlett (Williams) đỏ

  - Pyrus armeniacifolia — lê lá hạnh
  - Pyrus betulifolia — đỗ lê
  - Pyrus × bretschneideri — lê trắng, bạch lê, đôi khi coi là phân loài của Pyrus pyrifolia.
  - Pyrus calleryana — đậu lê, lê Callery, mộc cạp
    - Pyrus calleryana var. calleryana
    - Pyrus calleryana var. koehnei (đồng nghĩa: Pyrus koehnei)—đậu lê lá nêm, lê thường xanh ở Hoa Nam và Đài Loan.

  - Pyrus cossonii — lê Algeri
  - Pyrus dimorphophylla
  - Pyrus fauriei
  - Pyrus hondoensis
  - Pyrus × hopeiensis — lê Hà Bắc (Trung Quốc)
  - Pyrus koehnei
  - Pyrus pashia — lê Afghan, lê Tứ Xuyên, mắc coọc, móc cọt, lê rừng.
    - Pyrus pashia var. pashia

  - Pyrus × phaeocarpa — cát lê
  - Pyrus pseudopashia — lê Vân Nam
  - Pyrus pyrifolia — lê Nashi, sa lê, lê
    - Pyrus pyrifolia var. culta
    - Pyrus pyrifolia var. pyrifolia

  - Pyrus × serrulata — ma lê
  - Pyrus × sinkiangensis — lê Tân Cương, một số tác giả coi là lai ghép liên loài giữa Pyrus bretschneideri và Pyrus communis
  - Pyrus taiwanensis
  - Pyrus ussuriensis — lê Siberi, thu tử lê, lê Mãn Châu
  - Pyrus ×uyematsuana = P. dimorphophylla × P. hondoensis
  - Pyrus xerophila — mộc lê
- Đoạn Pyrus
  - Pyrus boissieriana
  - Pyrus × canescens
  - Pyrus communis (đồng nghĩa: Pyrus bourgaeana) — lê châu Âu
    - Pyrus communis  subsp. caucasica (đồng nghĩa: Pyrus caucasica) —lê Kavkaz
    - Pyrus communis subsp. communis (các giống gieo trồng như Beurre d'Anjou, Bartlett và Beurre Bosc).
    - Pyrus communis subsp. pyraster (đồng nghĩa: Pyrus pyraster) — lê rừng châu Âu, lê dại châu Âu

  - Pyrus × complexa
  - Pyrus cordata — lê Plymouth
  - Pyrus elaeagnifolia — lê lá nhót
    - Pyrus elaeagrifolia subsp. elaeagrifolia
    - Pyrus elaeagrifolia subsp. kotschyana (đồng nghĩa: Pyrus kotschyana)

  - Pyrus gharbiana
  - Pyrus glabra
  - Pyrus korshinskyi
    - Pyrus korshinskyi subsp. bucharica

  - Pyrus × lecontei = P. communis × P. pyrifolia
  - Pyrus mamorensis
  - Pyrus × michauxii = ? P. amygdaliformis × P. ×nivalis
  - Pyrus × nivalis = P. communis × P. elaeagrifolia — lê tuyết
  - Pyrus regelii
  - Pyrus sachokiana
  - Pyrus salicifolia — lê lá liễu
  - Pyrus spinosa (đồng nghĩa: Pyrus amygdaliformis)
  - Pyrus syriaca
  - Pyrus turcomanica

## Sinh thái học
Ở trạng thái sống hoang dã trong tự nhiên tại châu Âu, lê phổ biến tới gần vĩ độ 60°. Phía trên ranh giới phía bắc này thì hiếm thấy lê. Năm 2006, nhờ kết quả của việc chọn giống thành công các giống chịu giá rét, người ta đã có thể trồng lê thành công trong các khu vườn nằm tại Ural và Tây Siberi tới vĩ độ 55°.
Trong tự nhiên, một số loài lê như lê Iberia được phát tán nhờ thú và một số loài chim

## Gieo trồng
Lê được trồng bằng cách gieo hạt của các giống cây trồng thông thường hay của các loại cây hoang dã, chúng tạo thành các gốc ghép để các nhà chọn giống thực hiện việc ghép gốc. Các gốc ghép của cả mộc qua Kavkaz lẫn lê sản sinh theo dòng vô tính đều được sử dụng cho các vườn trồng lê ăn quả thuộc loài Pyrus communis. Người ta có thể thực hiện việc thụ phấn chéo để duy trì hay kết hợp các đặc điểm mong muốn.
Ba loài lê chiếm phần lớn sản lượng lê ăn quả là lê châu Âu (Pyrus communis subsp. communis) được gieo trồng chủ yếu ở châu Âu và Bắc Mỹ, bạch lê hay lê trắng Trung Quốc (Pyrus bretschneideri), và lê Nashi hay sa lê, lê táo hoặc lê châu Á (Pyrus pyrifolia), với 2 loài này chủ yếu được gieo trồng tại Đông Á. Có hàng nghìn giống lê của ba loài này. Các loài khác như lê Tân Cương (P. sinkiangensis) và lê Afghan hay lê Tứ Xuyên (P. pashia), được gieo trồng tại miền tây và miền nam Trung Quốc và khu vực Nam Á ở quy mô nhỏ hơn.
Các loài lê khác nói chung được trồng làm gốc ghép cho lê châu Âu và lê châu Á cũng như làm cây cảnh. Lê Siberi (Pyrus ussuriensis) với quả không ngon đã được lai ghép chéo với Pyrus communis để tạo ra các giống lê chịu lạnh tốt hơn. Lê Bradford (Pyrus calleryana 'Bradford') được trồng rộng khắp ở Bắc Mỹ làm cây cảnh hay gốc ghép kháng rệp vừng (gây bệnh tàn rụi) cho các vườn lê ăn quả trồng các giống của loài Pyrus communis. Lê lá liễu (Pyrus salicifolia) được trồng vì các lá thanh mảnh, rậm lông màu trắng bạc rất đẹp của nó.

### Mùa vụ
Các giống lê với quả chín trong mùa hè và mùa thu của loài Pyrus communis là các giống có tốc độ hô hấp cao khi quả chín nên được thu hái trước khi chúng chín nẫu, khi chúng vẫn còn xanh nhưng gãy khi nhấc lên. Trong trường hợp của 'Passe Crassane', một giống lê mùa đông tại Pháp, mùa vụ được thu hoạch theo truyền thống vào 3 khoảng thời gian khác nhau: lần một khoảng 2 tuần trước khi lê chín, lần hai khoảng 1 tuần hay 10 ngày sau khi lê chín, và lần ba khi lê chín nẫu. Những quả lê thu hoạch lần một sẽ được ăn cuối cùng, và vì thế vụ lê có thể kéo dài đáng kể. Riêng lê Nashi có thể để chín trên cây.

### Sản xuất
| Mười nước sản xuất hàng đầu — 2009 | Mười nước sản xuất hàng đầu — 2009 | Mười nước sản xuất hàng đầu — 2009 | Mười nước sản xuất hàng đầu — 2009 | Mười nước sản xuất hàng đầu — 2009 |
| Quốc gia | Sản lượng (tấn)                    | Ghi chú                            |                                    |                                    |
| --- | ---------------------------------- | ---------------------------------- | ---------------------------------- | ---------------------------------- |
| Trung Quốc | 14.416.450                         |                                    |                                    |                                    |
| Hoa Kỳ | 849.320                            |                                    |                                    |                                    |
| Ý | 847.500                            |                                    |                                    |                                    |
| Argentina | 700.000                            | P                                  |                                    |                                    |
| Hàn Quốc | 470.000                            | F                                  |                                    |                                    |
| Tây Ban Nha | 434.200                            |                                    |                                    |                                    |
| Thổ Nhĩ Kỳ | 384.244                            |                                    |                                    |                                    |
| Nhật Bản | 351.500                            |                                    |                                    |                                    |
| Nam Phi | 340.156                            |                                    |                                    |                                    |
| Ấn Độ | 317.244                            | Im                                 |                                    |                                    |
| Thế giới | 22.460.529                         | A                                  |                                    |                                    |
| Không ghi chú = Số liệu chính thức, P = Số liệu chính thức tạm thời, F = Ước tính của FAO, * = Số liệu không chính thức/bán chính thức, C = Số liệu tính toán, A = Tổ hợp (có thể gộp số liệu chính thức, bán chính thức hay ước tính); Nguồn: FAO Lưu trữ ngày 19 tháng 6 năm 2012 tại Wayback Machine |                                    |                                    |                                    |                                    |

## Lưu trữ, bảo quản
Quả lê có thể lưu trữ ở nhiệt độ phòng cho tới khi chín. Lê được coi là chín khi lớp cùi thịt xung quanh cuống lún xuống khi ép nhẹ. Các quả lê chín được lưu giữ tốt nhất trong khu vực được làm lạnh ở nhiệt độ khoảng 4 °C, xếp thành lớp mỏng không che đậy, nơi chúng có thể giữ được phẩm chất tốt trong vòng 2-3 ngày.

## Sử dụng
Quả lê được tiêu thụ ở dạng quả tươi, đóng hộp, quả khô cũng như nước ép quả lê. Nước ép quả lê có thể dùng làm thạch hay mứt trái cây, thường được kết hợp với các loại trái quả khác. Nước trái lê lên men được dùng sản xuất rượu lê.
Lê chín ở nhiệt độ phòng, nhưng sẽ chín nhanh hơn nếu xếp cạnh chuối hay táo tây trong túi đựng quả. Việc làm lạnh sẽ làm chậm tốc độ chín. Ủy ban lê tây bắc (Pear Bureau Northwest) đưa ra lời khuyên về độ chín và cách thức đánh giá độ chín của lê như sau: Mặc dù lớp vỏ các quả lê Bartlett thay đổi từ xanh sang vàng khi chúng chín, nhưng phần lớn các giống lại ít thể hiện sự thay đổi màu sắc khi chúng chín. Do lê chín từ trong ra ngoài nên cách tốt nhất để đánh giá độ chín là "kiểm tra cổ". Để kiểm tra cổ nhằm xác định độ chín, áp ngón tay cái nhẹ vào cổ (tức phần sát cuống quả). Nếu nó lõm xuống khi ép nhẹ thì lê đã chín, ngọt và nhiều nước. Nếu không lõm xuống thì lê còn xanh, để nó ở nhiệt độ phòng và kiểm tra cổ mỗi ngày.
Lê dùng làm thực phẩm là lê xanh, khô và cứng, chỉ có thể ăn được sau vài giờ nấu nướng. Hai giống lê làm thực phẩm của Hà Lan là "Gieser Wildeman" và "Saint Remy". Theo truyền thống quả của chúng được hầm trong rượu với gia vị và được ăn nóng lẫn ăn nguội
Gỗ lê là một trong những vật liệu được ưa chuộng nhất trong sản xuất các nhạc cụ hơi làm bằng gỗ có chất lượng cao cũng như làm đồ nội thất. Nó cũng được sử dụng trong sản xuất các đồ gỗ chạm khắc, hay dùng làm củi sinh ra khói có hương thơm để xông khói cho thịt hay thuốc lá. Gỗ lê cũng có giá trị trong sản xuất thìa, muôi và que cời nhà bếp, do nó không làm ô nhiễm thức ăn bằng mùi vị, màu sắc và không bị cong vênh hay vỡ vụn mặc cho việc rửa ráy và sấy khô nhiều lần. Lincoln miêu tả nó là "loại gỗ khá cứng, rất ổn định... (được sử dụng để) chạm khắc... cán bút vẽ, cán ô, các dụng cụ đo đạc như ê ke và thước chữ T (thước chữ đinh)... dụng cụ ghi... bàn phím đàn violin và ghi ta và phím đàn piano... lớp gỗ mặt trang trí". Nó là tương tự như gỗ của họ hàng của nó, cây táo [tây], (Pyrus malus [còn gọi là Malus domestica]) và được sử dụng cho nhiều mục đích tương tự như vậy.
Lá lê được sử dụng làm thuốc hút tại châu Âu trước khi có sự du nhập của thuốc lá.

## Lợi ích sức khỏe
Lê là nguồn cung cấp xơ dinh dưỡng tuyệt hảo và là nguồn cung cấp nhiều vitamin C. Theo quy định của FDA ngày 25 tháng 7 năm 2006 trong "Food Labeling; Guidelines for Voluntary Nutrition Labeling of Raw Fruits, Vegetables, and Fish" thì giá trị dinh dưỡng của quả lê tươi kích thước trung bình cân nặng 166 g (5,9 oz) là như sau:
| Calo              | 100       |
| Calo từ chất béo: | 0         |
| Tổng chất béo:    | 0 g/0%    |
| Chất béo bão hòa: | 0 g/0%    |
| Chất béo trans:   | 0 g/0%    |
| Cholesterol:      | 0 mg/0%   |
| Natri:            | 0 mg/0%   |
| Kali:             | 190 mg/5% |
| Tổng cacbohydrat: | 26 mg/9%  |
| Xơ dinh dưỡng:    | 6 g/24%   |
| Đường:            | 16 g      |
| Protein:          | 1 g       |
| Vitamin A:        | 0%        |
| Vitamin C:        | 10%       |
| Calci:            | 2%        |
| Sắt:              | 0%        |

Quả lê ít gây dị ứng hơn nhiều loại quả khác, và vì thế nước ép quả lê (mủ trái cây) đôi khi được sử dụng như là loại nước quả lần đầu tiên cho trẻ sơ sinh uống. Tuy nhiên, nên thận trọng khi cho trẻ sơ sinh uống nước quả ép do các nghiên cứu đã gợi ý về mối liên quan giữa việc dùng nhiều nước trái cây ép với sự suy giảm hấp thụ dinh dưỡng cũng như xu hướng béo phì. Lê chứa ít các salicylat và benzoat và vì thế được khuyến cáo trong khẩu phần ăn kiêng dành cho những người dễ bị dị ứng. Cùng với thịt cừu và gạo, lê có thể là một phần trong khẩu phần ăn kiêng chặt chẽ của những người dễ bị dị ứng
Lê có thể là hữu ích trong điều trị viêm nhiễm màng nhầy, viêm ruột kết, các rối loạn túi mật kinh niên, viêm khớp và bệnh gút. Lê cũng có thể có lợi trong việc hạ huyết áp cao, kiểm soát nồng độ cholesterol trong máu và tăng tính axít của nước tiểu. Tại Hy Lạp cổ đại, lê được dùng để điều trị nôn mửa.
Phần lớn các chất xơ là không hòa tan và như thế lê có tác dụng nhuận tràng. Các sợi có sạn có thể làm giảm số lượng polip ruột kết có khả năng chuyển thành ung thư. Phần lớn vitamin C cũng như xơ dinh dưỡng nằm trong lớp vỏ quả.

## Thư viện ảnh

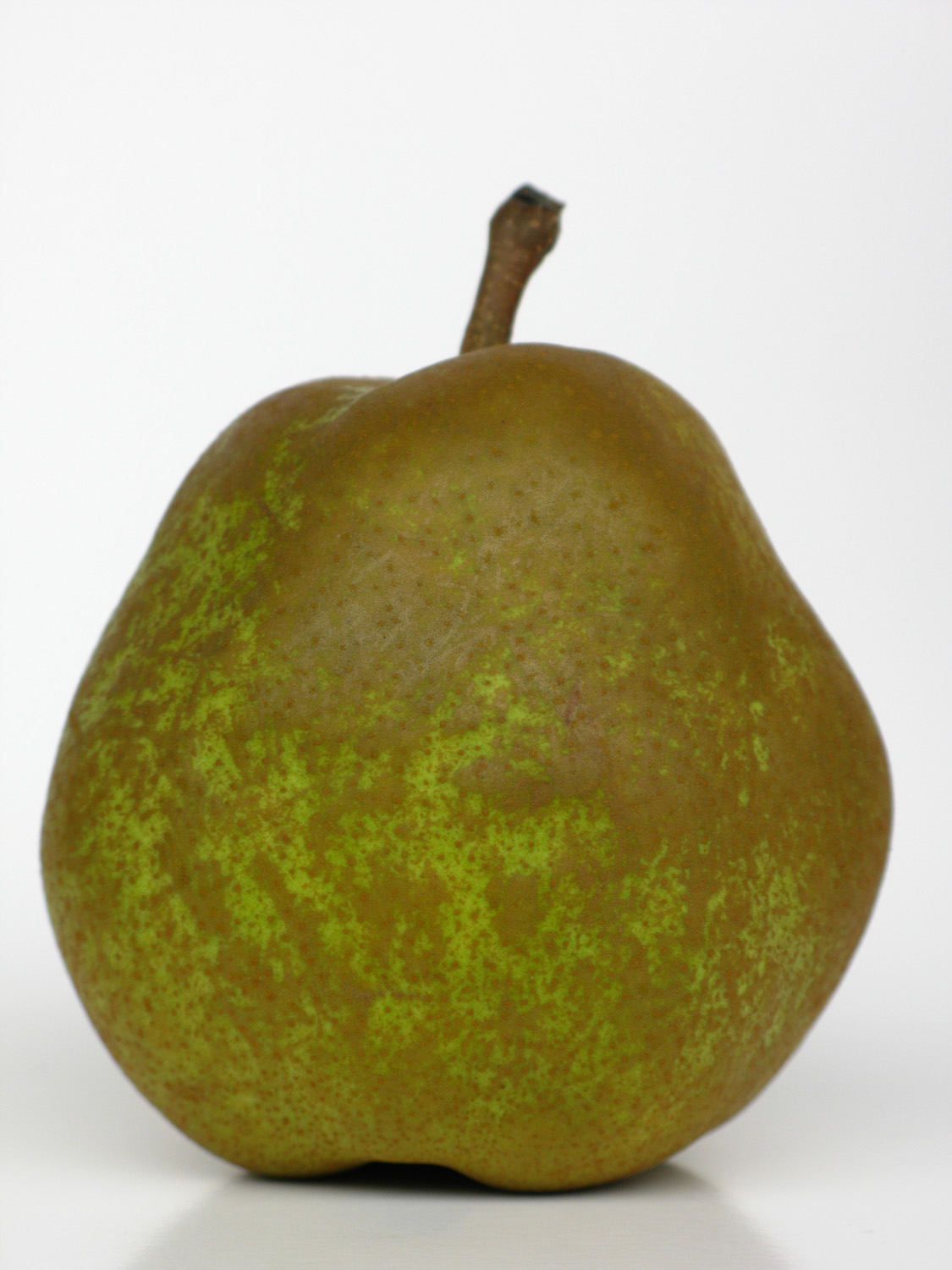
Lê, giống "La France" (Nhật Bản).
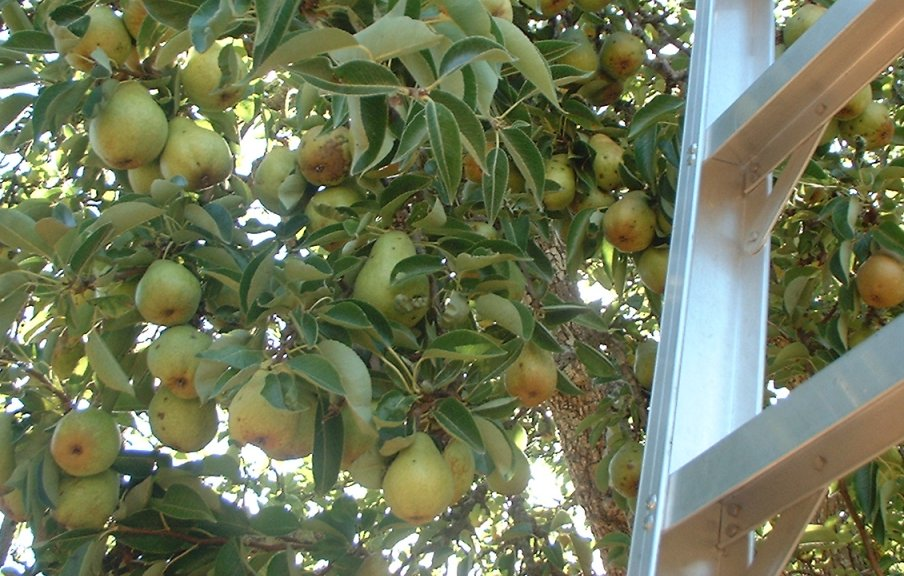
Những quả lê Bartlett (giống châu Âu) chín.
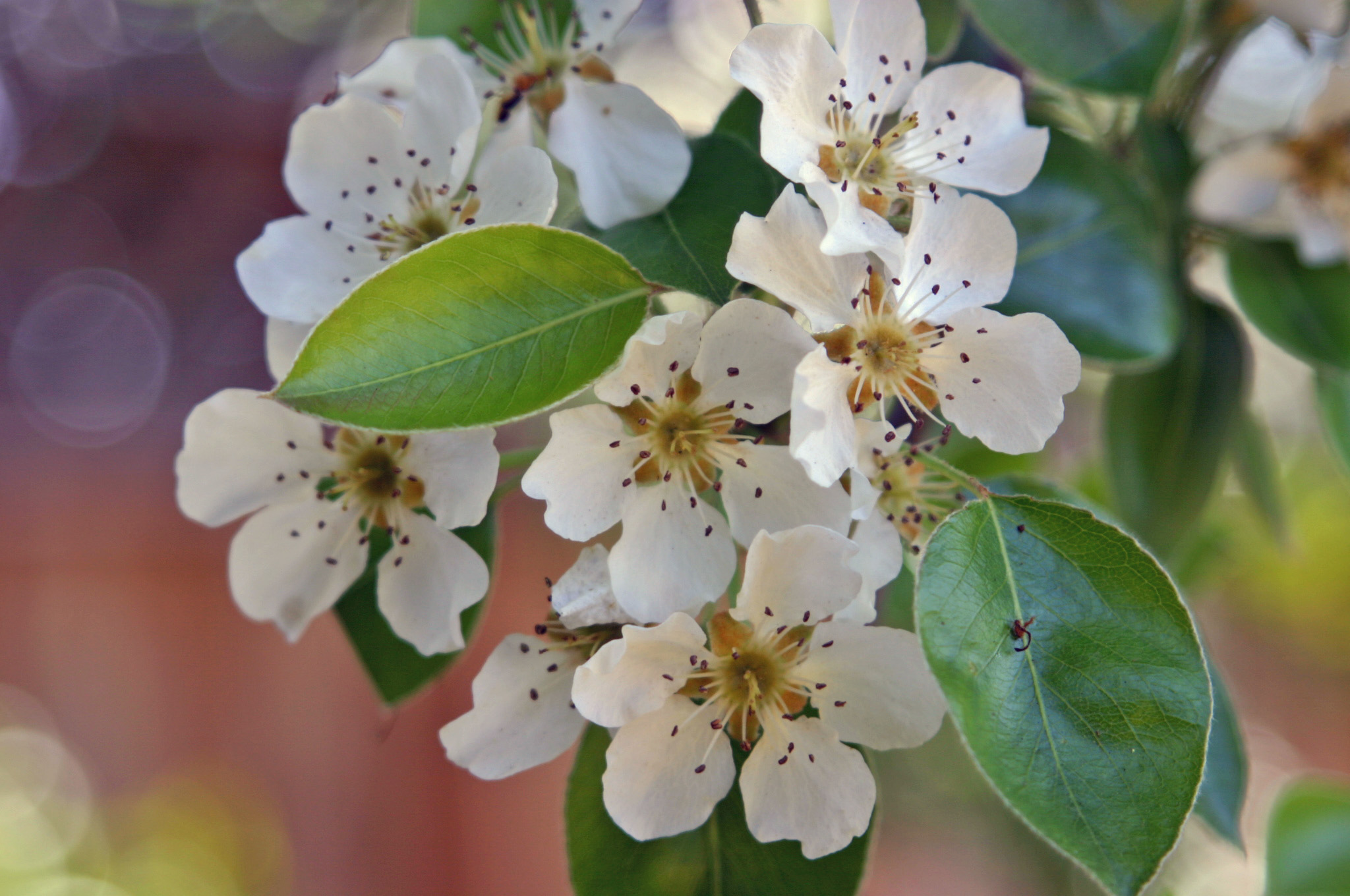
Lê nở hoa
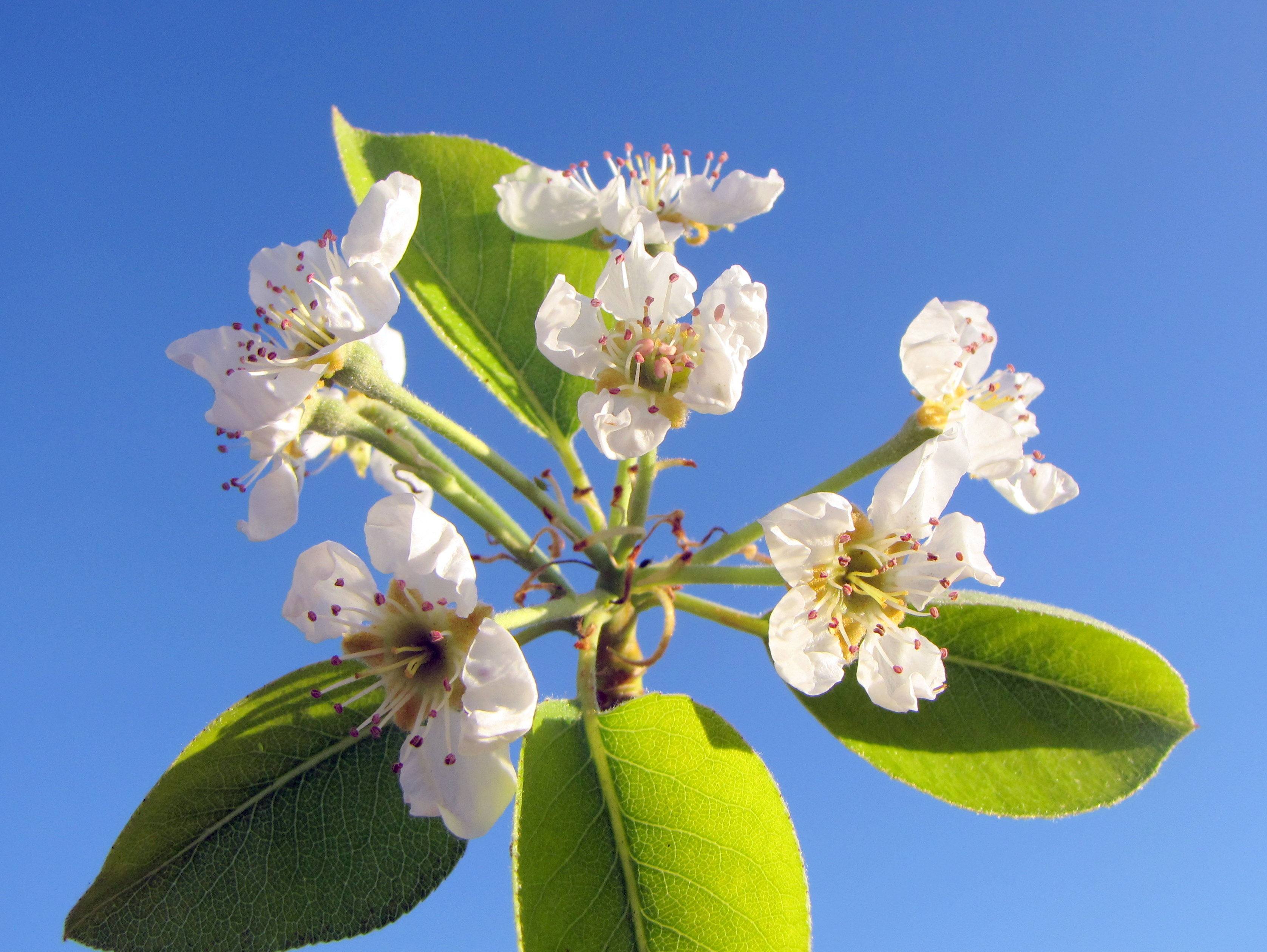
Lê nở hoa
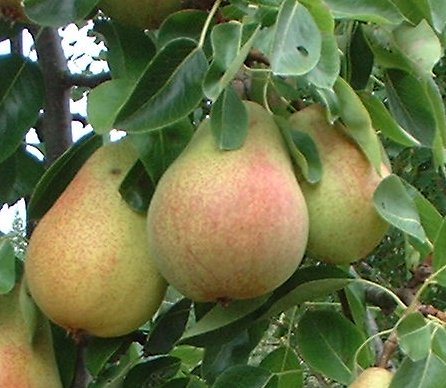
Clapps Favorite (một giống lê châu Âu).
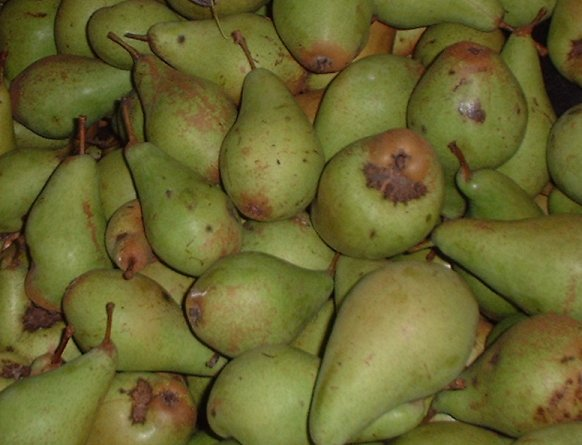
Lê Vicar of Winkfield, một giống lê đặc sản không còn thấy phổ biến nữa. Ảnh chụp tại British Columbia, Canada.
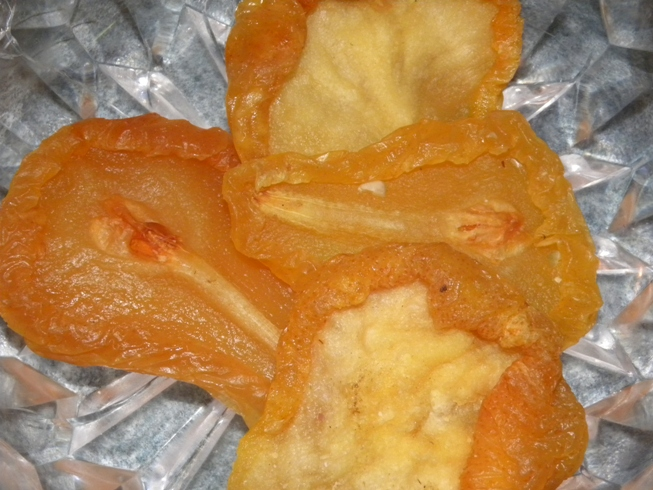
Đôi khi người ta ăn lê khô.
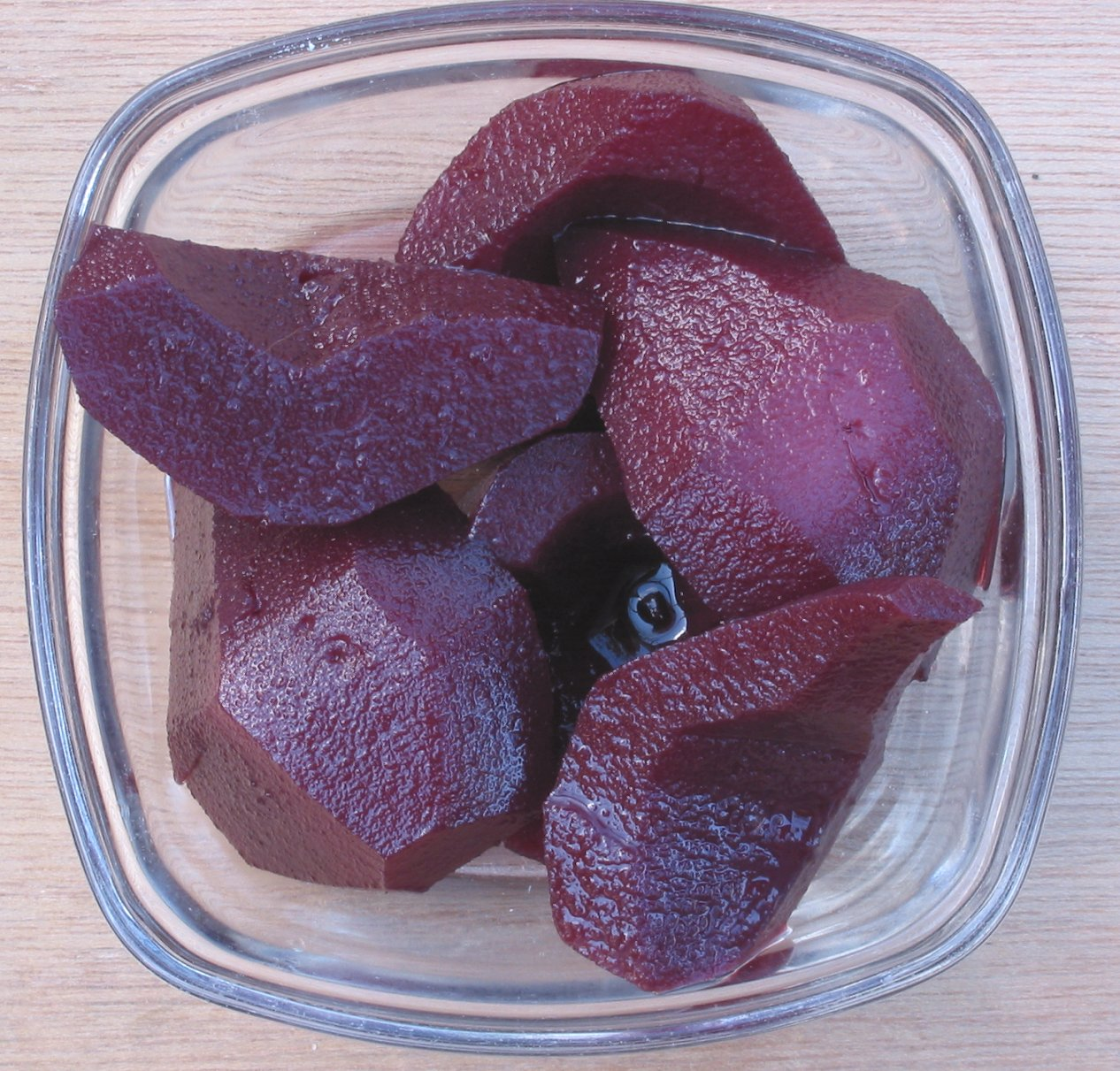
Gieser Wildeman hầm trong rượu vang đỏ.